# Loi de détrônement
La loi XLVII-1921, dite Loi de détrônement, est votée par le parlement de Budapest le 7 novembre 1921. Elle rétablit le caractère électif du trône de Hongrie. Adoptée par une assemblée à majorité monarchiste, cette loi rompt avec plusieurs siècles d'histoire hongroise : elle annule les dispositions de la Pragmatique Sanction de 1713 et rompt de façon définitive les liens unissant les Habsbourg, famille régnante en Hongrie depuis le XVIe siècle, et la monarchie hongroise, restaurée en 1920, mais sans titulaire depuis le 13 novembre 1918, date de la renonciation écrite du roi Charles IV à la participation aux affaires de l'État.

## Contexte

### Les Habsbourg, rois de Hongrie

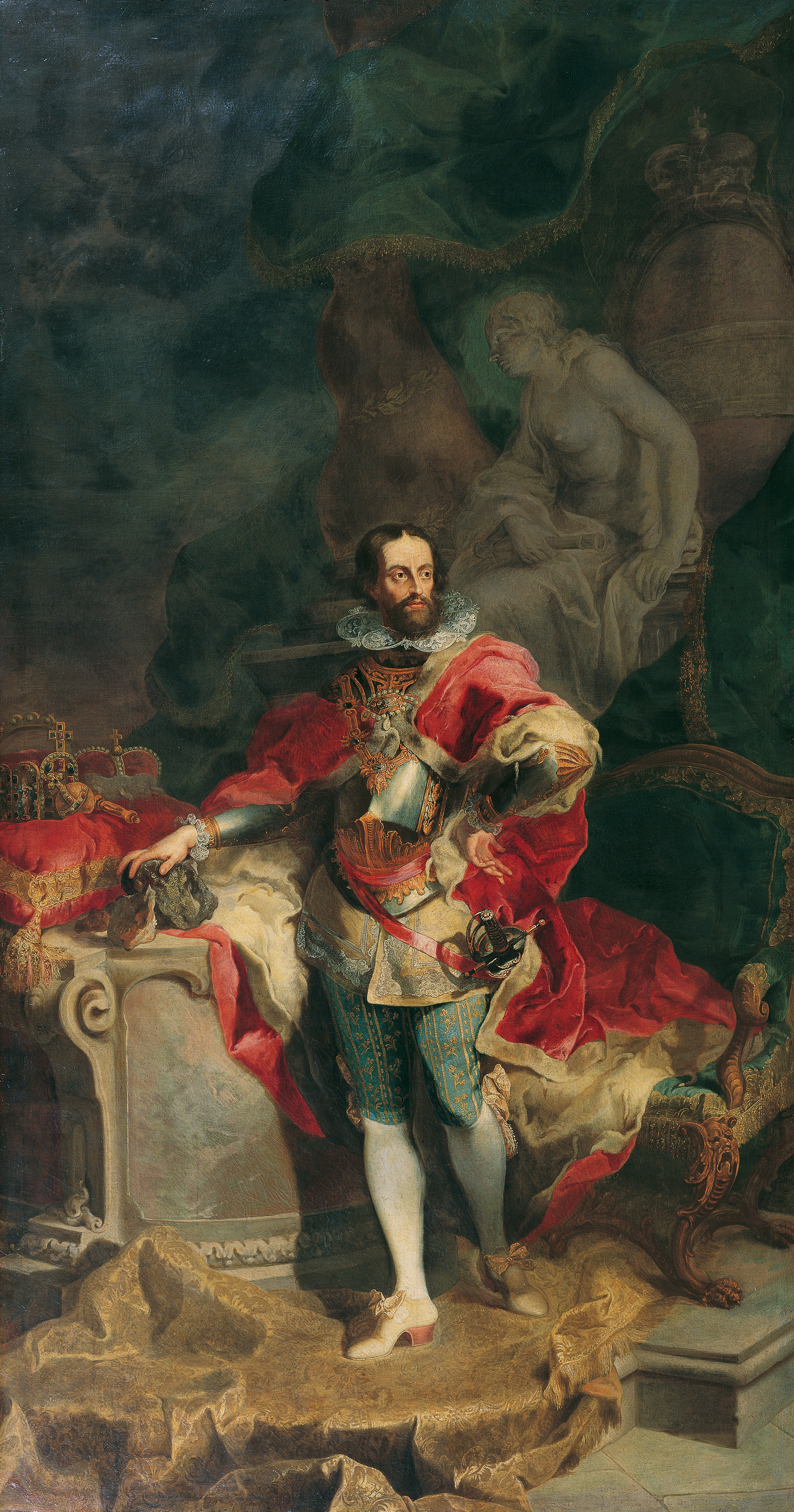
Ferdinand est le premier roi de Hongrie appartenant à la maison de Habsbourg. Ses descendants règnent sur le royaume jusqu'au 16 novembre 1918 guerre mondiale.

Depuis 1538, le roi de Hongrie est choisi systématiquement dans la famille des descendants du frère de l'empereur Charles Quint, Ferdinand, époux de la sœur du dernier roi de la dynastie des Jagellon, Louis II. Le désir de grandeur et d'autonomie du royaume incite les nobles hongrois à choisir un membre de la famille des Habsbourg, alors possessionnée dans toute l'Europe : ainsi, le choix d'un membre de la famille de Charles Quint constitue le plus sûr moyen de garantir au royaume la place qui lui est due en Europe.
Lié depuis 1538 par une union personnelle avec l'Autriche, le royaume de Hongrie est progressivement intégré aux États de la branche autrichienne des Habsbourg ; puis, en 1687, la diète du royaume transforme la couronne de Hongrie, toujours élective, du moins en droit, en une couronne héréditaire, dévolue systématiquement à partir de ce moment, à un membre de la famille des Habsbourg.
Les liens entre le royaume de Hongrie et la famille des Habsbourg sont encore renforcés lors de la diète de Poszony, le 11 septembre 1741 : lors de cette réunion, la noblesse hongroise affirme sa fidélité à Marie-Thérèse, fille unique du dernier roi, Charles III.

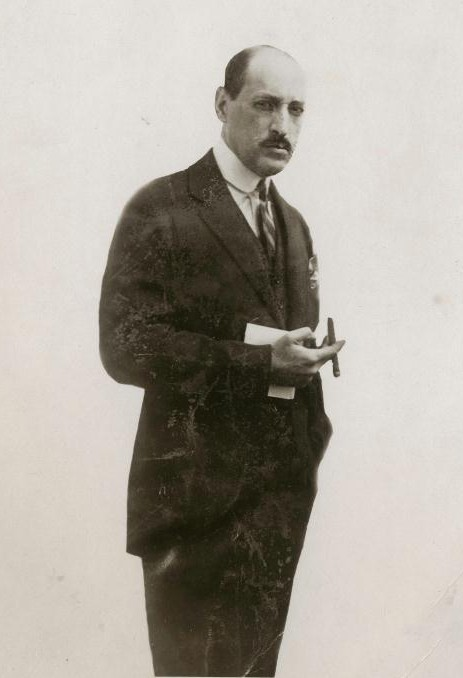
Mihaly Károlyi en 1918.

Durant l'automne 1918, à la faveur du processus final de dislocation de la double monarchie austro-hongroise, le roi Charles IV tente de conserver son trône. Ainsi, le 25 octobre 1918, le lendemain de la démission du cabinet de Sándor Wekerle, Le roi confie à Mihály Károlyi la tâche de former un nouveau gouvernement. Dans les jours qui suivent, au début du mois de novembre 1918, le royaume, sans renoncer au régime de l'union personnelle avec l'Autriche, remet en cause les liens définis par la Pragmatique Sanction : un ministère de la guerre et un ministère des Affaires étrangères hongrois sont constitués et confiés à des ressortissants hongrois, Béla Linder et Tivadar Batthyány,.

### La révolution des Asters
Au mois d'octobre 1918, les liens entre les deux parties de la double monarchie se distendent, en raison des programmes de réformes intérieures imaginées par l'empereur-roi Charles pour sauver son empire. Ainsi, entre le 28 et le 30 octobre 1918, Budapest, capitale du royaume, est le théâtre d'affrontements entre les forces de police, encore fidèles au roi, à des émeutiers partisans de la rupture des liens entre les deux parties de la double monarchie, encore solidaires.
Devant contenir la montée des désordres, Mihály Károlyi, nouveau premier ministre du royaume depuis le 31 octobre 1918, contacte par téléphone le roi Charles IV le 1er novembre et lui décrit une situation incontrôlable : il lui demande alors de le relever de son serment, ce que le roi accepte, puis, deux heures plus tard, lui demande de rédiger son acte d'abdication formelle, ce à quoi le roi se refuse. Cependant, le 13 novembre 1918, Charles, sans formellement abdiquer, renonce par écrit à toute participation aux affaires de l'État dans le royaume de Hongrie,.

### La restauration de la monarchie en 1920

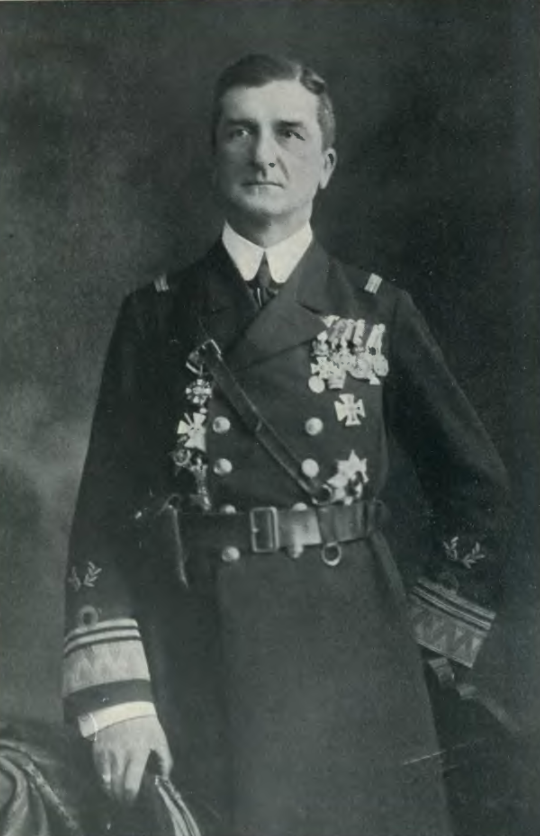
Miklos Horthy, régent du royaume, en 1923.

Le 6 août 1919, à la faveur de l'écrasement de la République des Conseils, l'ancien représentant du roi en Hongrie, Joseph-Auguste, est restauré dans ses fonctions,. Cependant, face à l'opposition des Alliés, et devant l'influence grandissante de Miklos Horthy, nommé le 15 août commandant en chef de l'armée hongroise, Joseph-Auguste est rapidement obligé de se démettre.
Face à cette situation, Miklos Horthy, principal héros hongrois de la guerre, se présente comme un recours. Toléré par les Français, il entre triomphalement dans Budapest le 16 novembre 1919. S'appuyant sur le précédent de Jean Hunyadi au XVe siècle, Horthy se fait élire régent du royaume par la nouvelle chambre hongroise élue en janvier suivant ; les Alliés font cependant pression sur le régent afin de maintenir vacant le trône de Hongrie

### Les tentatives de restauration de Charles IV

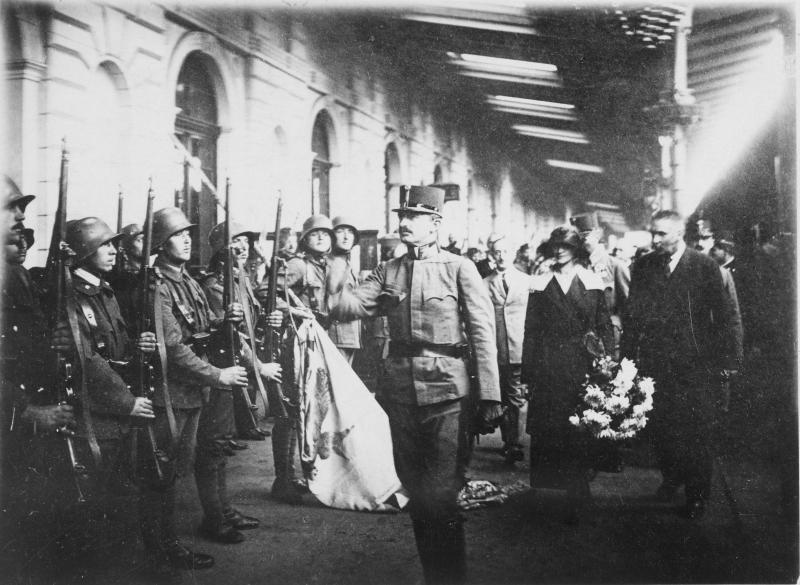
Charles IV passant en revue la garde d'honneur à Sopron le 21 octobre 1921, lors de la seconde tentative de restauration.

À deux reprises, au printemps, entre le 25 mars et le 7 avril 1921, puis à l'automne, entre le 20 octobre et le 7 novembre 1921, le roi Charles IV, alors retiré sur ses terres à Eckartsau, tente de restaurer son pouvoir dans le royaume de Hongrie.
La première restauration est pacifique, le roi déchu tentant de convaincre le régent de lui céder le pouvoir ; celui-ci, alors soumis aux pressions des Alliés, refuse de le lui confier. Déçu, Charles est autorisé à quitter le territoire hongrois pour se rendre en Suisse.
La seconde tentative, à l'automne 1921, se solde par une défaite militaire des partisans de la dynastie déchue. En effet, partant de l'Ouest du pays le 22 octobre 1921, les troupes fidèles au monarque sont arrêtées dès le lendemain aux portes de Budapest par les unités de l'armée hongroise fidèle au régent Horthy. Le 25, le roi se trouve prisonnier des troupes hongroises. Rapidement, à la demande des Alliés, le sort de l'ancien monarque est définitivement fixé : il est alors exilé à Madère.

### Réactions internationales

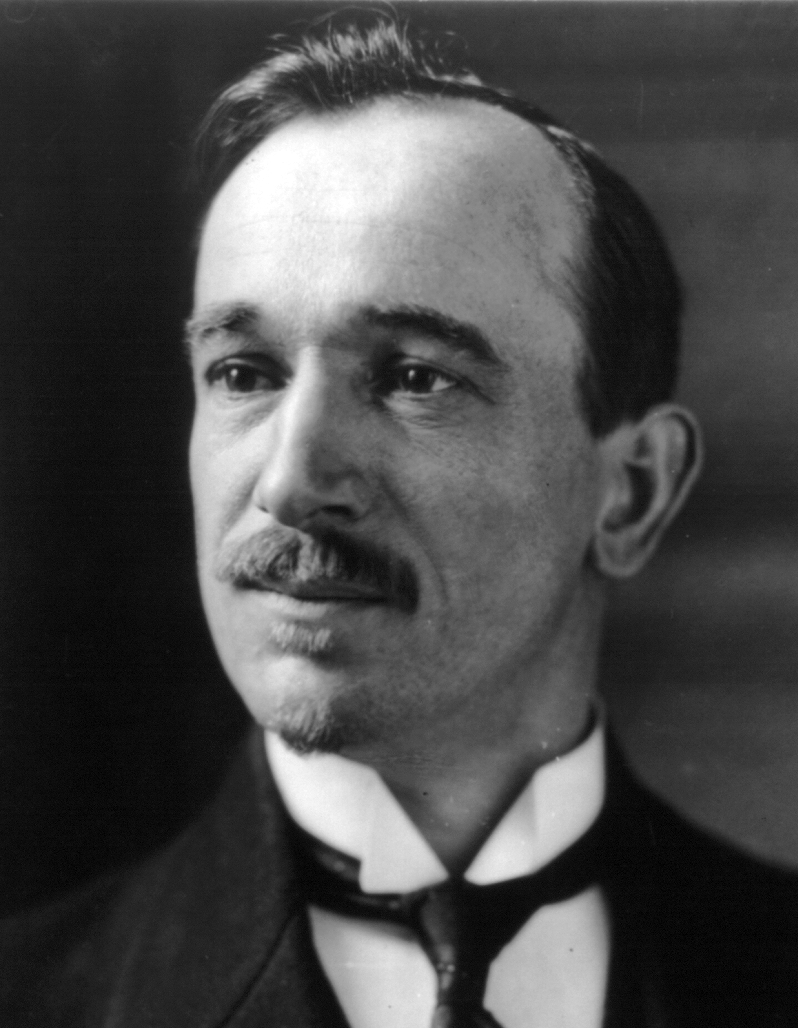
Edvard Beneš, ici en 1919, assimile toute tentative de restauration de la dynastie déchue des Habsbourg-Lorraine comme une agression contre la Tchécoslovaquie.

Ces tentatives suscitent l'opposition des Alliés, notamment celle de la France, hostile à la dynastie des Habsbourg-Lorraine, tandis que les voisins tchécoslovaque et yougoslave ne cachent pas leur opposition à toute restauration d'un membre de l'ancienne famille régnante dans le royaume restauré.
En effet, dès 1920, le gouvernement tchécoslovaque, par la voix d'Edvard Beneš, fait savoir qu'il assimile toute tentative de restauration des Habsbourg en Autriche, comme en Hongrie, à une tentative d'agression contre la Tchécoslovaquie.
Cependant, se targuant de l'appui de la France, Charles IV tente de duper le régent, qui se rapproche alors des représentants alliés ; ceux-ci font savoir sans ambiguïtés leur position, tandis que les gouvernements Tchécoslovaque et Yougoslave informent Horthy qu'ils envisagent des mesures militaires contre le territoire hongrois en cas de succès de Charles IV.

## Conséquences

### La déchéance des Habsbourg
Non soutenues, les tentatives de restauration du roi Charles accélèrent sa mise en à l'écart définitive, aussi bien la sienne propre que celle de ses descendants, en dépit du soutien du Saint-Siège,.

### La Hongrie, un royaume sans roi
Régent au nom d'un roi non désigné, Miklos Horthy s'entoure rapidement d'une cour et organise ses apparitions de façon comparable à celles d'un roi ; dans le même temps, son épouse jouit des prérogatives d'une reine.
Ainsi, la Gare de Keleti, à Budapest, est rapidement érigée en lieu de la manifestation du pouvoir royal incarné par le régent, Miklos Horthy.
Istvan Horthy, le fils du régent, mort en 1942 dans un accident d'avion, bénéficie de funérailles comparables à celles du fils du roi de Hongrie.